# Cantó de Baume-les-Dames
El cantó de Baume-les-Dames és un cantó francès del departament del Doubs, situat al districte de Besançon. Té 28 municipis i el cap és Baume-les-Dames.

## Municipis
| - Adam-lès-Passavant - Aïssey - Autechaux - Baume-les-Dames - Bretigney-Notre-Dame - Côtebrune - Cusance - Esnans - Fontenotte - Fourbanne - Grosbois - Guillon-les-Bains - Hyèvre-Magny - Hyèvre-Paroisse | - Lanans - Lomont-sur-Crête - Luxiol - Montivernage - Passavant - Pont-les-Moulins - Saint-Juan - Servin - Silley-Bléfond - Vaudrivillers - Vergranne - Verne - Villers-Saint-Martin - Voillans |

## Història
| Data d'elecció                           | Identitat      | Partit                     | Qualitat |
| ---------------------------------------- | -------------- | -------------------------- | -------- |
| 1945-1958                                | M. Besançon    | Divers droite              |          |
| 1958-1982                                | Jacques Méry   | SFIO, després PS           |          |
| 1982-                                    | Marc Pétrement | UDF, després Divers droite |          |
| les dades anteriors no són pas conegudes |                |                            |          |
|                                          |                |                            |          |